# Yehoshua Feigenbaum
Yehoshua Feigenbaum (in ebraico שייע פייגנבוים‎?; Giaffa, 5 dicembre 1947) è un allenatore di calcio ed ex calciatore israeliano, di ruolo attaccante.

## Carriera
Vinse il campionato israeliano nel 1965-1966 e nel 1968-1969 e la Coppa d'Asia nel 1964.